# Piața Poelaert din Bruxelles
Piața Poelaert (în franceză Place Poelaert, în neerlandeză Poelaertplein) este o piață publică din centrul Bruxelles, capitala Belgiei, situată în apropiere de Piața Louise și de centura mică (R20). Piața Poelaert măsoară 150 pe 50 de metri – o suprafață de 0,75 ha – și este din acest motiv cea mai întinsă din oraș. Piața este dominată de Palatul de Justiție și a fost denumită după arhitectul acestuia, Joseph Poelaert. 
Pentru construcția pieței a fost nevoie de sacrificarea unei mari părți a fostului parc și a grădinilor domeniului Merode. Poziția sa pe colina numită „Muntele Spânzurătorilor”, în zona de sus a Bruxelles-ului, oferă o largă panoramă asupra cartierelor din zona de jos a orașului și asupra municipalităților din nord-vest, precum Koekelberg și Laken / Laeken. 
O legendă spune că Andreas Vesalius și-a descoperit chemarea pentru studiul anatomiei umane datorită cadavrelor din perioada execuțiilor prin spânzurare de pe Muntele Spânzurătorilor, în locul în care se întinde astăzi Piața Poelaert.